# 蓋特威克機場快線

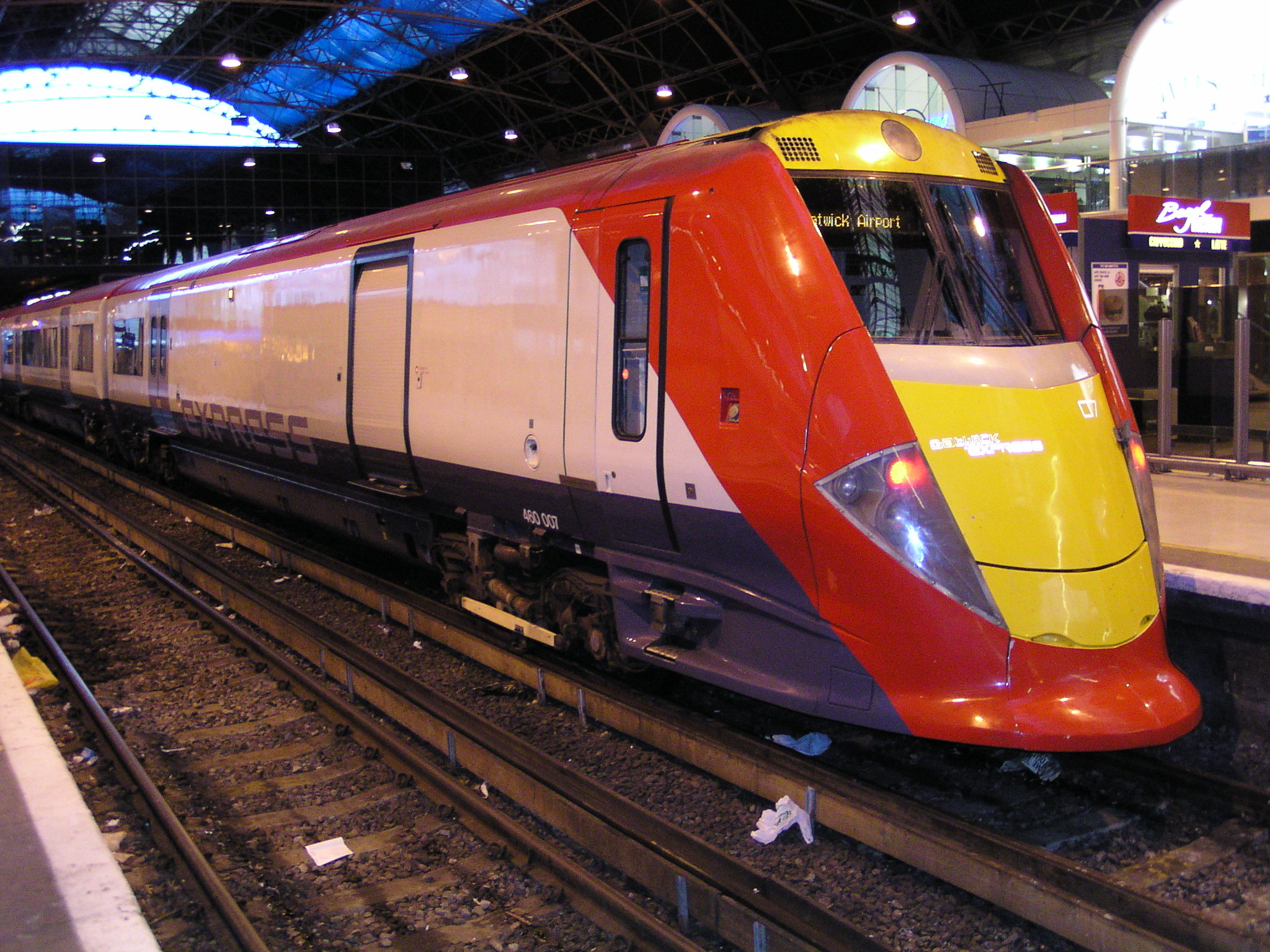
一列在倫敦維多利亞站中的格域機場快線列車

蓋特威克機場快線（英語：Gatwick Express），又譯蓋威克機場快線及蓋特威克機場線，是国家快运營運的機場鐵路，來往維多利亞站及英格蘭東南部的倫敦格域機場。格域機場快線原為国家快运旗下一家列車營運公司，獨立營運本線至2008年6月22日。專營權終止後，路線的專營權和原列車營運公司都轉至南方鐵路。

## 服務
格域機場快線以8列英國鐵路387型電力動車組提供不停站列車服務，平均每十五分鐘一班列車，全程行車時間約為半小時。與希斯路機場快線（Heathrow Express）不同的是，本線不屬於國家鐵路局（National Rail）網絡的一部分。
從2008年7月起，一張單程（標準客位）票價為£17.90。本線票價較及等停站路線為高。乘客不能使用優惠乘搭格域機場快線。

## 外部連結
- 官方網站 （页面存档备份，存于）（英文）

| 前任者： InterCity 前British Rail子公司          | 蓋特威克機場快線專營權 1997年至2008年      | 繼任者： 南方鐵路 South Central/格域機場快線 專營權之一 |
| 前任者： 蓋特威克機場快線 蓋特威克機場快線專營權 | South Central專營權旗下子專營權 2008年至今 | 現任                                                    |